# Ориентированная площадь
Ориентированная площадь — обобщение понятия площади, заключённой внутри замкнутой кривой на плоскости.
В отличие от обычной площади, имеет знак.

## Определение
Если на ориентированной плоскости расположена направленная замкнутая кривая {\displaystyle \ell }, быть может с самопересечениями и налеганиями, то для каждой не лежащей на {\displaystyle \ell } точки плоскости определена целочисленная функция (положительная, отрицательная или нулевая), называемая индексом точки относительно {\displaystyle \ell }.
Она показывает сколько раз и в какую сторону контур {\displaystyle \ell } обходит данную точку.
Интеграл по всей плоскости от этой функции, если он существует, называется охватываемой {\displaystyle \ell } ориентированной площадью.

## Свойства
Для ориентированной площади {\displaystyle S} заключённой внутри замкнутой ломаной {\displaystyle A_{1}\dots A_{n}} на плоскости выполняется равенство
{\displaystyle S\cdot {\vec {N}}={\vec {OA_{1}}}\times {\vec {A_{1}A_{2}}}+\dots +{\vec {OA_{n}}}\times {\vec {A_{n}A_{1}}},}
где {\displaystyle {\vec {N}}} обозначает единичный вектор нормали к плоскости и {\displaystyle \times } — векторное произведение.